# Josef Mottl
Josef Mottl (1. dubna 1827 Svárov – 8. srpna 1884 Kladno) byl kladenský římskokatolický farář a děkan, dlouholetý člen zastupitelstva města a podporovatel kladenského školství, oblastní historik a čestný občan města.

## Život
V roce 1851 byl vysvěcený na kněze, do roku 1859 působil v Kladně jako kaplan, v letech 1859–1864 jako farář v Kolči, poté jako farář a později děkan do roku 1884 v Kladně. Zasloužil se o opravy církevních staveb ve městě, kladenského kostela, zvonice, farní budovy a mariánského sousoší na náměstí starosty Pavla. Po smrti zakladatelů barokní Kaple svatého Floriána (Kiliána Ignáce Dientzenhofera a břevnovského opata Benno Löbla, oba 1751 v roce položení základního kamene) se zasloužil o její dostavbu v roce 1870.
Z oblasti jeho prací z historie Kladna byl jeho nejvýznamnějším dílem spisek Kladno, město a statek v pražském kraji (rukopis byl vydaný až v roce 1931, reprint vyšel v roce 2018). Zabýval se studiem historie kladenského regionu a zaniklých osad. Ve své závěti zřídil nadaci, která byla pojmenována jeho jménem a starala se o chudé školní děti. Čestným občanem byl jmenován 6. dubna 1882. Zemřel ve stejný den jako zakladatel Sokola Miroslav Tyrš.

## Dílo
- MOTTL, Josef. Kladno, město a statek v pražském kraji. 1. vyd. Kladno: K. Mašín, 1931. 89 s.
- MOTTL, Josef. Kladno, město a statek v pražském kraji. 1. vyd. Brno: GARN, 2018. 89 s.
- dějiny Kolče
- genealogická studie Kladenští z Kladna
- Stopy zaniklých osad v okresu Unhošťském
- Okres unhošťsko-kladenský za pochodu lidu vojenského k bitvě na Bílou Horu roku 1620
- Kladno za časů pánů Žďárských ze Žďáru
- Kdo nejprve hledal uhlí na půdě Kladenské
- práce v různých ročnících Výročních zpráv obecních a měšťanských škol v Kladně a Památkách archeologických a místopisných
- v rukopise zanechal mnoho nedokončených prací z obcí Kladenska

## Galerie

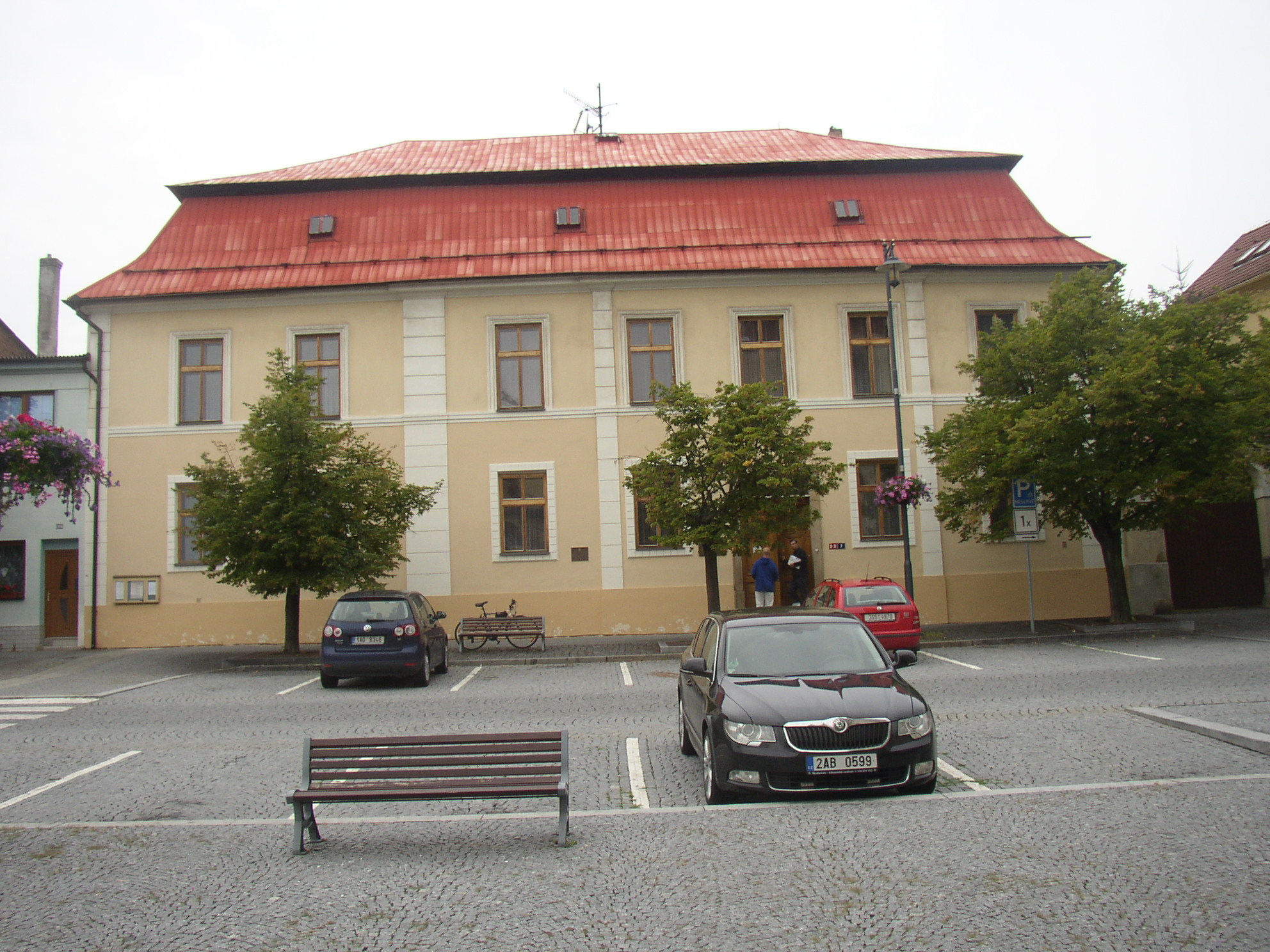
Budova kladenského arciděkanství na náměstí starosty Pavla
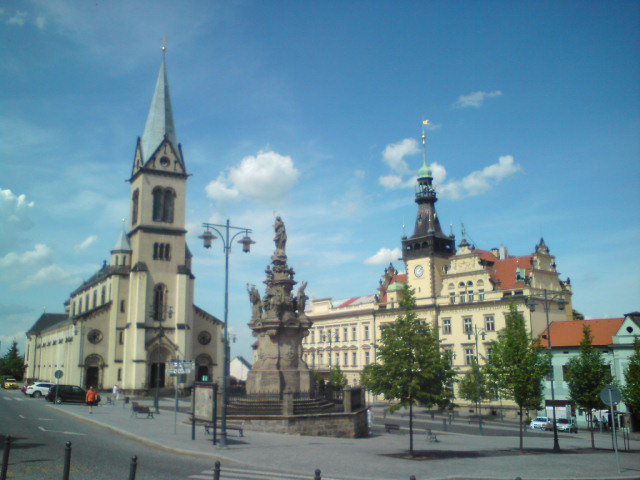
Kostel a mariánské sousoší na náměstí starosty Pavla
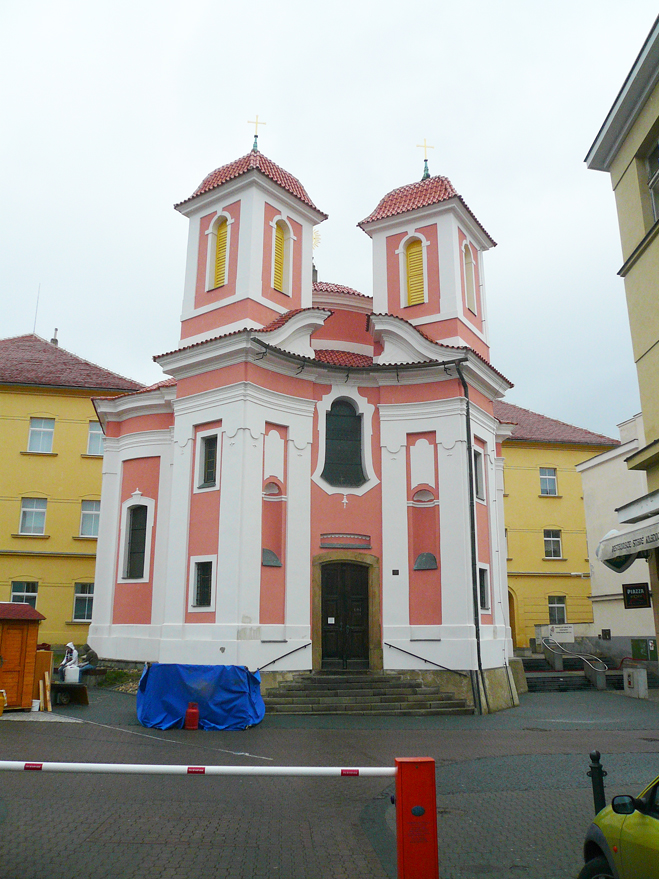
Kaple svatého Floriána